# Paul Fix
Paul Fix, född 13 mars 1901 i Dobbs Ferry, New York, död 14 oktober 1983 i Los Angeles, Kalifornien, var en amerikansk skådespelare. Fix medverkade i flera hundra filmer och TV-serier, mest inom westerngenren.

## Filmografi, urval
- 1936 – Efter den gäckande skuggan
- 1940 – Dr Cyclops
- 1948 – Red River
- 1948 – Röda häxan
- 1949 – Hellfire
- 1954 – Mellan himmel och hav
- 1954 – Johnny Gitarr
- 1956 – Jätten
- 1956 – Det onda arvet
- 1965 – 7 tappra män
- 1966 – Nevada Smith
- 1967 – El Dorado
- 1967 – Mannen som red in i Dakota
- 1970 – Zabriskie Point
- 1973 – Pat Garrett och Billy the Kid